# Kake (Cameroun)
Pour les articles homonymes, voir Kake.
Kake est un village de la région du Littoral au Cameroun, situé dans la commune de Bonaléa

## Population et développement
La population de Kake était de 1019 habitants dont 499 hommes et 520 femmes, lors du recensement de 2005. Le village est occupé par le peuple Bankon (appelés les Abos par l'administration camerounaise, tandis qu'il est fort à noter que ce peuple rejette cette appellation qui n'a aucune racine dans sa culture). Les Bankons sont un peuple bantou du littoral camerounais parlant la langue du même nom, ils habitent toute la commune de Bonaléa et quelques environs. On retrouve également ce peuple dans la région anglophone du Sud-Ouest Cameroun où il porte le nom de Barombi.
La culture du manioc pour la commercialisation représente un facteur majeur pour l'économie de la région notamment la transformation des tubercules en "Miondo" et "Bibobolo", des mets très prisés pour des accompagnements divers de repas. Le palmier à huile détient aussi une place de choix avec de grandes plantations et un volume considérable de production d'huile de palme, pourtant extraite par des méthodes pratiquement archaïques. D'autres cultures lucratives sont également présentent comme le Cacao et le Café.
Les populations maintiennent aussi la culture maraîchère, la pêche et la chasse.